# Stenosigma humerale
Stenosigma humerale är en stekelart som beskrevs av Giordani Soika 1990. Stenosigma humerale ingår i släktet Stenosigma och familjen Eumenidae. Inga underarter finns listade i Catalogue of Life.